# في عين الرياح (مسلسل)
في عين الرياح بالفارسية مسلسل إيراني تاريخي مؤلف من 52 حلقة يتناول المسلسل تاريخ إيران منذ 60 سنة من بداية حركة غابات غيلان إلى الثورة الإيرانية و حتى الحرب العراقية الإيرانية و المسلسل من إخراج مسعود جعفري جوزاني و قد قام بتأليف موسيقى المسلسل حسين عليزاده.

## روابط خارجية
- في عين الرياح على موقع IMDb (الإنجليزية)
- في عين الرياح على موقع قاعدة بيانات الفيلم (الإنجليزية)